# France Inter
France Inter é uma cadeia francesa de rádio generalista pertencente ao grupo Radio France que é composta por France Inter, France Info, France Culture, France Bleu e France Musique.

## História
A France Inter tem como origem numa antena da American Forces Network (AFN) que difundia a partir de 1945 em ondas médias e que entrou para o grupo da ORTF em Junho de 1964. Tal como as outras, integrou a Radio France em 1 de janeiro de 1975. Entretanto tinha-se chamado Paris-Inter, France I e passa a chamar-se France Inter em 1963.